# Čužnja vas
Čužnja vas este o localitate din comuna Mokronog - Trebelno, Slovenia, cu o populație de 90 de locuitori.